# Gare de Saint-Trond
La gare de Saint-Trond (en néerlandais : station Sint-Truiden) est une gare ferroviaire belge de la ligne 21, de Hasselt à Landen, située à proximité du centre de la ville de Saint-Trond dans la province de Limbourg en Région flamande.

## Histoire

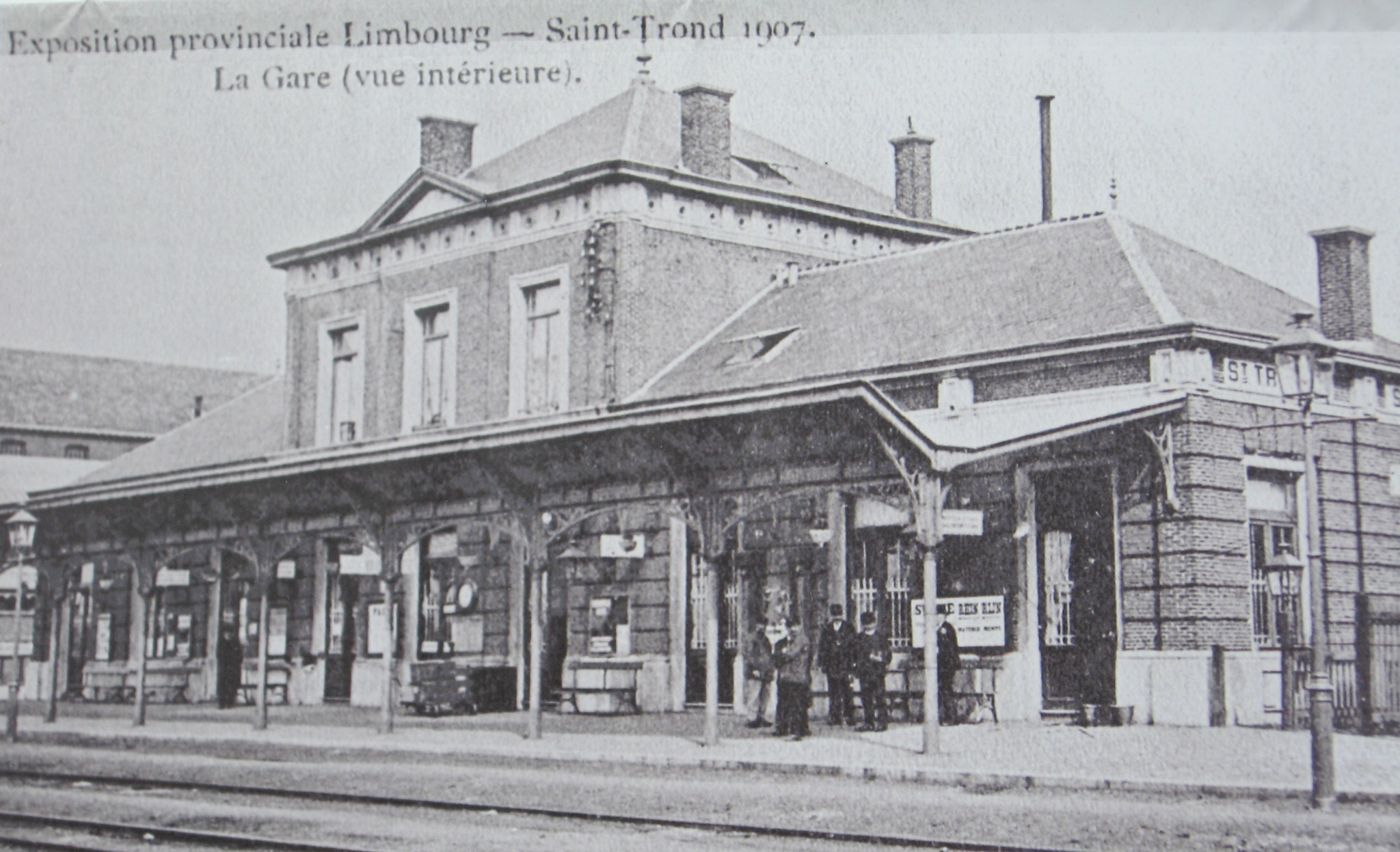
Bâtiment de la gare, en 1907.

Afin de donner à la province du Limbourg un accès au rail, le gouvernement belge ajouta en 1837 la construction d'une courte ligne reliant Landen à Saint-Trond au cahier des charges du réseau des Chemins de fer de l’État belge, qui fut réalisé de 1835 à 1843. Cette ligne, ainsi que la gare de Saint-Trond, sont inaugurés le 6 octobre 1839.
L’État ne prolongera pas la ligne vers Hasselt, considérant que l'expansion du réseau après 1843 serait le ressort de l'initiative privée. C'est une société à capitaux britanniques, la Société anonyme des chemins de fer de Tournai à Jurbise et de Landen à Hasselt, qui obtint la concession pour prolonger la ligne en 1844. Les travaux ne seront terminés qu'en décembre 1847.
Une gravure de 1850 représente le premier bâtiment, une construction basse sans étages avec un toit en zinc.
La portion de la ligne construite par l’État est finalement vendue à l'exploitant privé de la ligne, lequel, après plusieurs fusions, intégra le réseau du Grand Central belge. Cette compagnie sera nationalisée en 1897.
En 1975, le bâtiment de la gare, qui avait été construit en 1882, est démoli au profit du bâtiment actuel.

## Service des voyageurs

### Accueil
Gare SNCB, elle dispose de guichets ouverts en début de journée du lundi au samedi ainsi que d'automates de vente de titres de transport. Un buffet est présent en gare.

### Desserte
Saint-Trond est desservie par des trains InterCity (IC) et d'Heure de pointe (P) de la SNCB circulant sur la ligne commerciale 21 : Landen - Genk (voir brochure SNCB de la ligne 21).
En semaine, la desserte régulière (un train par heure) est assurée par des trains IC-03 effectuant le trajet Genk - Hasselt - Landen - Louvain - Bruxelles - Gand - Bruges - Blankenberge avec, en renfort, des trains d'Heure de pointe (P) :
Le matin, on retrouve deux trains P reliant Genk à Bruxelles-Midi via Hasselt et Landen  ; deux de Genk à Hasselt et un de Louvain à Genk. L'après-midi : un train P de Bruxelles-Midi à Genk ; deux de Bruxelles-Midi à Hasselt ; et un de Genk à Louvain.
Les week-ends et jours fériés, la desserte se limite aux trains IC-03 : Genk - Blankenberge (un par heure).

## Comptage voyageurs
Ce graphique et tableau montre le nombre de voyageurs embarquant en moyenne durant la semaine, le samedi et le dimanche.
| Nombre de passagers qui embarquent à la gare de Saint-Trond | Nombre de passagers qui embarquent à la gare de Saint-Trond | Nombre de passagers qui embarquent à la gare de Saint-Trond | Nombre de passagers qui embarquent à la gare de Saint-Trond |
|                                                             | Semaine                                                     | Samedi                                                      | Dimanche                                                    |
| ----------------------------------------------------------- | ----------------------------------------------------------- | ----------------------------------------------------------- | ----------------------------------------------------------- |
| 1977                                                        | 3 433                                                       | 569                                                         | 599                                                         |
| 1978                                                        | 2 541                                                       | 635                                                         | 551                                                         |
| 1979                                                        | 2 542                                                       | 662                                                         | 572                                                         |
| 1980                                                        | 2 795                                                       | 722                                                         | 747                                                         |
| 1981                                                        | 2 371                                                       | 618                                                         | 704                                                         |
| 1982                                                        | 2 816                                                       | 638                                                         | 636                                                         |
| 1983                                                        | 2 572                                                       | 518                                                         | 637                                                         |
| 1984                                                        | 2 297                                                       | 573                                                         | 738                                                         |
| 1985                                                        | 2 343                                                       | 585                                                         | 925                                                         |
| 1986                                                        | 2 131                                                       | 529                                                         | 704                                                         |
| 1987                                                        | 2 262                                                       | 628                                                         | 737                                                         |
| 1988                                                        | 2 126                                                       | 509                                                         | 888                                                         |
| 1989                                                        | 2 059                                                       | 569                                                         | 639                                                         |
| 1990                                                        | 2 411                                                       | 651                                                         | 714                                                         |
| 1991                                                        | 2 351                                                       | 688                                                         | 869                                                         |
| 1992                                                        | 2 349                                                       | 552                                                         | 711                                                         |
| 1993                                                        | 2 121                                                       | 644                                                         | 779                                                         |
| 1994                                                        | 2 147                                                       | 563                                                         | 814                                                         |
| 1995                                                        | 2 051                                                       | 831                                                         | 885                                                         |
| 1996                                                        | 1 974                                                       | 552                                                         | 773                                                         |
| 1997                                                        | 2 089                                                       | 695                                                         | 856                                                         |
| 1998                                                        | 1 719                                                       | 751                                                         | 998                                                         |
| 1999                                                        | 1 892                                                       | 848                                                         | 1 127                                                       |
| 2000                                                        | 2 056                                                       | 907                                                         | 1 059                                                       |
| 2001                                                        | 2 159                                                       | 893                                                         | 1 076                                                       |
| 2002                                                        | 2 143                                                       | 774                                                         | 1 046                                                       |
| 2003                                                        | 2 126                                                       | 852                                                         | 1 058                                                       |
| 2004                                                        | 2 146                                                       | 842                                                         | 932                                                         |
| 2005                                                        | 2 193                                                       | 872                                                         | 980                                                         |
| 2006                                                        | 2 156                                                       | 919                                                         | 1 130                                                       |
| 2007                                                        | 2 362                                                       | 983                                                         | 1 238                                                       |
| 2008                                                        | -                                                           | -                                                           | -                                                           |
| 2009                                                        | 2 346                                                       | 864                                                         | 1 068                                                       |
| 2010                                                        | -                                                           | -                                                           | -                                                           |
| 2011                                                        | -                                                           | -                                                           | -                                                           |
| 2012                                                        | 2 025                                                       | 903                                                         | 1 101                                                       |
| 2013                                                        | 2 133                                                       | 887                                                         | 949                                                         |
| 2014                                                        | 1 640                                                       | 925                                                         | 919                                                         |
| 2015                                                        | 1 459                                                       | 744                                                         | 798                                                         |
| 2016                                                        | 1 345                                                       | 864                                                         | 864                                                         |
| 2017                                                        | 1 606                                                       | 859                                                         | 913                                                         |
| 2018                                                        | 1 526                                                       | 901                                                         | 811                                                         |
| 2019                                                        | 1 545                                                       | 893                                                         | 904                                                         |
| 2020                                                        | 922                                                         | 228                                                         | 284                                                         |
| 2021                                                        | -                                                           | -                                                           | -                                                           |
| 2022                                                        | 1 274                                                       | 891                                                         | 805                                                         |
| 2023                                                        | 1 465                                                       | 708                                                         | 689                                                         |
| 2024                                                        | 1 371                                                       | 285                                                         | 193                                                         |